# Nils Jernsletten
Nils Johannes Jernsletten, född 14 september 1934 i Tana, Finnmark fylke, död 20 maj 2012, var en norsk-samisk språkforskare.
Jernsletten blev 1974 mag. art. i samisk språkvetenskap vid Universitetet i Oslo. Mellan 1974 och 1990 var han amanuens i samiska vid Universitetet i Tromsø, där han 1990 blev professor. Jernsletten lade grunden för samiska som ämne vid Universitetet i Tromsø och forskade på många aspekter av det samiska språket. Han var samepolitiskt aktiv i många år och var mellan 1965 och 1973 ordförande i Norges sektion av Nordisk sameråd.